# Odontopera edentula
Odontopera edentula là một loài bướm đêm trong họ Geometridae.